# Verzorgingsplaats Den Oever
Verzorgingsplaats Den Oever is een Nederlandse verzorgingsplaats langs de A7 Bad Nieuweschans-Zaandam nabij Den Oever in de gemeente Hollands Kroon.
De verzorgingsplaats is vernoemd naar het gelijknamige dorp Den Oever dat vlak bij de Afsluitdijk ligt. De naam wordt niet aangegeven op de borden.
Bij de verzorgingsplaats ligt een tankstation van Esso. Er is geen horeca aanwezig.
Richting Bad Nieuweschans:
Middelsloot · 
De Koggen · 
Broerdijk · 
Hoge Kwel · 
Monument · 
Breezanddijk · 
Hayum · 
Laerd · 
De Horne · 
De Wâlden · 
Mienscheer · 
Dikke Linde · 
Meedenertol · 
Bunderneuland (D)
Richting Zaandam:
Poort van Groningen · 
Roode Til · 
Veenborg · 
Oude Riet · 
De Vonken · 
Bloksloot · 
Wildinghe · 
Breezanddijk · 
Monument · 
Den Oever · 
De Wierde · 
De Horn · 
Kruisoord